# 素顔のままで (テレビドラマ)
『素顔のままで』（すがおのままで）は、1992年4月13日から6月29日まで毎週月曜日21:00 - 21:54に、フジテレビ系「月9」枠で放送されたテレビドラマ。安田成美と中森明菜のダブル主演作。

## 概要
トレンディドラマの代表的作品の一つで、平均視聴率26.4%、最終回は最高視聴率31.9%を記録した（ビデオリサーチ調べ・関東地区）。
主題歌の米米CLUB「君がいるだけで」は、累計で約289.5万枚を売り上げ、米米CLUB最大のヒットシングルとなっている。中国語版では金城武が「只要你和我」という曲名で歌っている。
当初この枠で準備進行していた脚本家が行き詰まっていた最中、企画プロデューサーの山田良明が自宅ファクスに送られてきたプロットに面白さを感じ、脚本を北川悦吏子に変更することを即決したという。
「JUST THE WAY WE ARE」という副題がついており、これはビリー・ジョエルの1977年の代表的ヒット曲の原題「Just the Way You Are」からヒントを得たもの。アジア（台湾、香港）でも「難得友情人」という題名で放送された。
2019年10月16日にDVD／Blu-ray BOXが発売された。

## あらすじ
マンションで一人暮らしをする図書館司書の優美子。ある日、神戸に住む医者の父から見合を勧められる。その見合いの当日、ミュージカルスターを目指すカンナと出会う。性格も育ちも正反対な優美子とカンナだが、ひょんなことから同居生活を始める。
高校生の頃に中絶を経験して以来、内向的な性格になってしまった優美子だが、自身の夢へと突き進むカンナと同居するうち、新しい自分を発見し成長していく｡
25歳の女同士の友情を描いたストーリー。

## キャスト

### 主要人物
香坂（村上）優美子〈25〉
演 - 安田成美
実家は芦屋市の資産家。幼い頃に母を亡くし、父と二人暮らしだった。高校生の頃に同級生の子を妊娠し出産を希望するが、相手の男とのトラブル、周囲の反対などもあり中絶。大学進学と同時に上京し、卒業後は図書館司書として就職。中絶の経験などもあり内向的な性格だったがカンナからの影響、一也への恋で次第に積極的な性格に変化。のちにカンナとトラブルになった時に卓郎が「自分が作った」と嘘をついて届けた卵焼きを「優美子が作った味」とカンナに見抜かれる程、料理上手。後に絵本作家になり、一也と結婚するが、ミュージカルを本場で学びたいという一也の気持ちから離婚。一也が去った直後に妊娠が発覚。しかし心臓の持病が発見されカンナから中絶を懇願されるが、出産を決意。一也には連絡をしないまま出産するが、心房中隔欠損症が悪化してしまい、舞台公演後、駆け付けたカンナに看取られながらこの世を去る。
月島カンナ〈25〉
演 - 中森明菜
愛人の子として生まれるが、出生直後に母が失踪。親戚じゅうをたらい回しにされる。小学校入学の頃に戸籍上の父に引き取られるが、継母がいたこともあり疎まれて育った。自分を悪く言う声を遮断する癖として耳を塞いで歌う癖が元でミュージカル女優を目指す様になる。中学校に入学後は暴走族に加入。そして高校を中退して一人暮らしを開始。口が悪くガラッパチな面があるが、面倒見が良く、心優しい性格。一也に憧れていたが失恋。そのことで優美子と疎遠になっていた時期もあるが、のちに再会し友情を確認。同時に暮らしていた卓郎からダンスへの情熱を見抜かれ、別れを切り出される。 出産と引き換えに亡くなった優美子の娘、「優奈（ゆうな）」の母親代わりとなる。そして「『その世界では知らぬ者がない程』有名なダンサー」になってゆく。本作品終了後の翌年、『チャンス!』に数秒だけであるがゲスト出演した。
村上一也〈25〉
演 - 東幹久
カンナが所属する劇団の若手演出家。カンナから想いを寄せられていたが、自身は優美子に惹かれ苦悩。優美子が市村と交際を開始した為、カンナと交際するが本気でなかったのと優美子との接触でカンナを怒らせてしまう。その直後にカンナは交通事故で負傷。想いを断ち切ると宣言され、行方をくらまされる。優美子と結婚するが、ひとりで1からミュージカルを学びたい気持ちから離婚して渡米。この時、直前に再会したカンナから「前ほど好きじゃなくなった」とにこやかに見送られている。
市村義彦〈29〉
演 - 鶴見辰吾
周囲の薦めで優美子と見合いをした医師。一旦は母によって破談になるが、自ら優美子にプロポーズをし交際開始。しかし彼女の心が一也にあると知って別れを決意。のちに一也の子を妊娠した優美子を診察した際に心臓の病気に気づき、カンナに報告をする。そして優美子の最期を医師として看取る。常に紳士的な態度で周囲に接している。
沢田卓郎〈25〉
演 - 的場浩司
カンナの暴走族仲間・高校の同級生で、当時からカンナを思い続けてきた。暴走族を脱退後、居酒屋でアルバイトをしていた。カンナの一也への想いを知って後押しをしていたが、破綻後に東京から離れたカンナを迎えに行きプロポーズ。同棲生活を送るがカンナのダンスに対する諦められない思いに気づき、ダンスをやれと後押しし別れを決意。後に転職先の料亭の娘と見合いで結婚。3人の子持ちになる。

### 優美子の関係者
高木麻子
演 - あめくみちこ
優美子の同僚。優美子を優しく見守るも、カンナと同居している間に優美子の性格の変化に気づく。
香坂修造〈56〉
演 - 児玉清
優美子の父で芦屋市在住の医師。穏やかな性格で、カンナを優美子の良き友人と評価した。物語中盤、優美子が一也と結婚直前に病気の為死去。
佐々木綾子
演 - 長内美那子
修造の妹で、優美子の叔母。優美子の母親代わり。

### カンナの関係者
居酒屋主人
演 - 三角八朗
カンナと卓郎が働く居酒屋の店主。
榊隆一
演 - 松澤一之
カンナが所属する劇団の主宰者で舞台監督。一也の脚本を盗作する。
研究生
演 - 宮本佳杳（役名：福田みどり）、長谷まりの、篠原涼子
カンナが所属する劇団の研究生。

### その他
市村正子
演 - 星野晶子（第1話）
義彦の母。見合いの直後、優美子の素行調査をおこない、破談を宣告する。
梶
演 - 鶴田忍（第2話・第3話）
一也が企画したミュージカルのスポンサー。一也に仕事を回す代償として、カンナに枕営業を要求。しかし直後に裏切り、中傷していたのを優美子に聞かれ、罵倒される。のちに企業が倒産した様子。
オーディションの女
演 - 速水渓（第2話・第3話）
梶の会社の取引先の娘。
演出家
演 - 萩原流行（最終話）
- 友情出演 - カールスモーキー石井（第1話・〈第11話は最終回予告で解説出演〉）
- エキストラ - 米米CLUB（第4話・最終話）

## スタッフ
- 脚本：北川悦吏子
- 演出：光野道夫、石坂理江子
- 音楽：米米CLUB
- 音楽プロデュース：石井美奈子（米米CLUB）
- 主題歌：米米CLUB「君がいるだけで」（Sony Records）
- 挿入歌：米米CLUB「愛してる」（Sony Records）
- 企画：山田良明
- プロデュース：塩沢浩二、長尾恵美子
- 制作著作：フジテレビ

## 放送日程
| 各話                                                       | 放送日        | サブタイトル     | 演出       | 視聴率 |
| ---------------------------------------------------------- | ------------- | ---------------- | ---------- | ------ |
| STAGE.1                                                    | 1992年4月13日 | ずっと一人だった | 光野道夫   | 25.8%  |
| STAGE.2                                                    | 1992年4月20日 | ふたりの生活     | 光野道夫   | 24.4%  |
| STAGE.3                                                    | 1992年4月27日 | 初めてのケンカ   | 石坂理江子 | 26.4%  |
| STAGE.4                                                    | 1992年5月4日  | 気づかぬ想い     | 石坂理江子 | 22.6%  |
| STAGE.5                                                    | 1992年5月11日 | 恋しくて         | 光野道夫   | 25.9%  |
| STAGE.6                                                    | 1992年5月18日 | 哀しい秘密       | 光野道夫   | 23.7%  |
| STAGE.7                                                    | 1992年5月25日 | 恋のゆくえ       | 石坂理江子 | 26.3%  |
| STAGE.8                                                    | 1992年6月1日  | 愛してる････     | 石坂理江子 | 26.6%  |
| STAGE.9 第一部・最終回                                     | 1992年6月8日  | さよならの予感   | 光野道夫   | 26.7%  |
| STAGE.10 第二部                                            | 1992年6月15日 | 会いたかった     | 石坂理江子 | 27.6%  |
| STAGE.11                                                   | 1992年6月22日 | それぞれの旅立ち | 光野道夫   | 29.3%  |
| LAST STAGE                                                 | 1992年6月29日 | 君がいるだけで   | 光野道夫   | 31.9%  |
| 平均視聴率 26.4%（視聴率は関東地区・ビデオリサーチ社調べ） |               |                  |            |        |

## 受賞
- 第2回TV LIFE年間ドラマ大賞
  - 助演女優賞（中森明菜）
  - 主題歌賞（米米CLUB）

## 関連商品
Blu-ray・DVD
- 『素顔のままで』 Blu-ray／DVD-BOX（2019年10月16日発売、ポニーキャニオン）

VHS
- 『素顔のままで』 VHS 全4巻（1992年10月21日発売、ポニーキャニオン）

サントラ盤
- 米米CLUB『ICTL（愛してる）』（1992年6月10日発売、Sony Records）
- 米米CLUB『ICTL no.2（愛してるのに）』（1992年9月22日発売、Sony Records）

書籍
- 北川悦吏子（原作）・島崎ふみ（文）『素顔のままで』（1992年6月20日発売、扶桑社）ISBN 4594009581
- 北川悦吏子（原作）・七月みりん（作画）『TV Comics 素顔のままで 上』（1992年6月発売、ワニブックス）ISBN 4-8470-3063-X
- 北川悦吏子（原作）・七月みりん（作画）『TV Comics 素顔のままで 下』（1992年7月発売、ワニブックス）ISBN 4-8470-3069-9
- 北川悦吏子『素顔のままで』（1995年9月22日発売、角川文庫）ISBN 4-04-196601-9